# ويليام إيفان ألان
ويليام إيفان ألان (بالإنجليزية: William Evan Allan)‏ هو عسكري أسترالي، ولد في 24 يوليو 1899 في Bega, New South Wales ‏ في أستراليا، وتوفي في 18 أكتوبر 2005 في إسندون ‏ في أستراليا.